# 大石無人
大石無人（おおいし むじん、おおいし むにん、　寛永4年（1627年） - 正徳2年5月5日（1712年6月8日））は、江戸時代前期の武士。名は良総（よしふさ）または信安。他の通称に五左衛門（ござえもん）。大石良雄は無人のいとこ孫、赤穂義士大石信清と討ち入り不参加の大石信興兄弟は無人の甥にあたる。

## 生涯
赤穂藩浅野氏の家臣・大石信云の長男として生まれた。弟に大石信澄（赤穂浪士の大石信清の父）がいる。しかし、正保2年（1645年）に父が隠居した際に家督を継いだのは弟の信澄であった。良総はしばらく赤穂藩に仕えたものの、大石良欽によると、良総は家老（実名の記載なし）から役目を言いつけられ「成就の際は重臣に取り立てる」と言い含められたのにも拘わらず、事後に約束を反故にされた事に腹を立て、寛文6年（1666年）に藩を離れた。元禄5年（1692年）に最初の妻・奈津（良麿の生母）に先立たれる。
長男の良麿（郷右衛門）は元禄6年（1693年）、陸奥国弘前藩津軽家に仕え弘前大石氏、次男の良穀（三平）の子孫は讃岐大石氏と称される。良麿は学問好きで礼儀正しいが、良穀は気性が荒く町の剣道場にも通い、父の良総にも物をぶつける程の癇癪持ちだった。
同年、江戸で柳島町の借家に入り、優婆塞として禅宗に帰依、頭を丸めて無人と号す。
元禄8年（1695年）6月、68歳の無人は二回り年下の赤穂藩足軽伍長の娘・明栄と所帯を持つ（良麿・良穀の継母）。
元禄14年（1701年）、赤穂藩主・浅野長矩の刃傷事件後に、吉良邸討ち入りを計画する甥の大石信清をはじめとする赤穂浪士たちへ生活資金の援助をした（無人宛に信清が書いた手紙には「自分は哀れな独り身にて衣服の着替えもなく、寒くてふるえている。不憫と思って金子を融通してほしい」等と書かれている。）。また、赤穂浪士の装束等の遺品を預かったとされる。
討ち入りの際には無人は次男の大石良穀と共に邸外の見張りについていたともいわれている。弘前藩屋敷は本所にあり、吉良邸とはそう遠くない。このことが、山鹿流に師事した津軽家重臣たちと弘前大石氏との対立を生む。
津軽家を憚り江戸を去って京で暮らすが宝永5年（1708年）に後妻の明栄が先立ち、江戸に再び戻り正徳2年（1712年）に死去。享年86。本行寺に葬られた。京都の蟠桃院にも墓（埋葬を伴わない供養墓）がある。法名は寂照院三性道勺。

## 人間関係
- 弘前藩筆頭家老の山鹿政実（山鹿素行の嫡男）と敵対した[9]。元禄8年（1695年）4月17日、弘前藩世嗣・津軽信重（のちの信寿）が帰国の際には三平（良穀）を伴いわざわざ本所まで出かけて行き、信重の江戸出府見送りに出ていた山鹿政実に山鹿流の悪口を言い口論になっている[10]。
- また、元禄11年（1698年）5月12日、長男・良麿が正司氏の長女・玖美と婚姻したが、山鹿流門閥の元家老・津軽政朝が媒酌人となった事に無人は激怒し、息子の婚姻の儀や披露宴にも列席を拒絶した。これにより良麿は父と疎遠となり（無人は牢人、良麿は既に弘前藩士（広間詰番200石）であるから、廃嫡や義絶しても殆ど意味がないものの）、次男・三平（良穀）が大石西家（内蔵助の大石本家、瀬左衛門（信澄系）の大石分家に対する呼称）の後継とされた。

## 子孫
父・無人とともに赤穂義士を支援した次男の大石良穀（三平）は、吉良贔屓の津軽家から放逐され、讃岐国高松藩松平家に仕えている。墓は本行寺（埋め墓・法名は玄忠院孝山一路居士。）と福厳寺（参り墓。ただし勤皇の志士の暴行で大幅に墓石が削られている）。
長男の大石良麿（郷右衛門）の庶子・良饒も弘前藩で厚遇されている山鹿系重臣（山鹿素行の孫・山鹿校尉など）と敵対し弘前藩を離れ、その良饒（無人の孫にあたる）が大石信清の瀬左衛門家を継承した事により、赤穂浪士の装束等の遺品は現在では赤穂の大石神社に納められている。
良饒（瀬左衛門）のあと次男・良實、その庶子・良臣が信清系大石氏（森家赤穂藩士）として繋がる。
なお、弘前大石氏は、寛延二年（1749年）に良麿の嫡男・良任（同名の郷右衛門を継ぐ）が相続、その弟である良誠の子・良篤（良任の養子）、良誠の孫・良遂（よしなり）と継承されていく。歴代の墓は無人・三平と別れ、曹洞宗から改宗したため、本行寺にある。良総・良穀・良饒の墓は破壊され現在は更地になっている。

## 遺品
- 『浅野家分限帳』（元禄六年）- ただし、無人は寛文6年（1666年）に赤穂藩を離れている事から、記載の数値はそれ以前のものと思われ、また津軽や讃岐にいた良麿や良穀が元禄期に加筆した可能性も低い。

## 創作・脚色
- 「忠臣蔵」の芝居では、無人・三平の父子は吉良邸の動向をさぐり、討ち入り自体にも参加しようとしたが、説得され断念している。また、三平が吉良家臣・松原多仲と親しかった羽倉斎を騙して、吉良邸茶会の日程を聞き出す。新歌舞伎とその映画化『元禄忠臣蔵』では、騙された羽倉が内蔵助を罵倒する場面がある[15]。

## 小説
- 『忠臣蔵釣客伝』で長辻象平は、義士に協力する元赤穂浪人・大石無人と、吉良を救出せんとする津軽藩士・大石郷右衛門の父子を描いている。

## 演じた俳優
- 辰巳柳太郎「大忠臣蔵」（1971年、NET） - 赤穂出身の辰巳が陪堂として情報収集する無人に扮した。